# Michał Lenartowicz
Michał Lenartowicz (ur. 1833  – zm. 4 lutego 1898 we Lwowie)– poseł do Sejmu Krajowego Galicji V i VI kadencji (1882–1895), c.k. notariusz w Kołomyi.
Wybrany do Sejmu Krajowego z IV kurii okręgu wyborczego Horodenka.